# Harmatlégy
A harmatlégy (muslica, gyümölcslégy Drosophila) a fejlett szárnyas rovarok (Endopterygota) közé sorolt kétszárnyúak (Diptera) rendjében a homlokréses legyek (Schizophora) alrendág harmatlégyfélék (Drosophilidea) családjának névadó nemzetsége többszáz fajjal. A görög eredetű „Drosophila” szó eredeti jelentése: harmatkedvelő; magyar tudományos neve e kevéssé helytálló név fordítása.

## Származása, elterjedése
Kozmoplita; minden lakott földrészen megtalálható. Számos faja előszeretettel éppen a lakóhelyeken fordul elő, és bomló, rothadó zöldségekre, illetve főleg gyümölcsökre rakja petéit. Más fajok kimondottan a termesztett növényeket károsítják; ezeket többnyire tápláléknövényük szerint nevezzük különféle gyümölcslegyeknek (például afrikai fügelégy, fekete fügelégy stb.)

### Magyarországi, illetve várhatóan még a 2020-as években betelepülő fajok
1. Hosszabb ideje honos, a környezethez alkalmazkodott fajok:
2. Trópusi eredetű, úgynevezett szinantróp fajok, amelyek csak a településeken képesek áttelelni:
- Drosophila busckii (Drosophila (Sophophora) busckii),
- ecetmuslica (Drosophila melanogaster, illetve Drosophila (Sophophora) melanogaster),
- Drosophila simulans (Drosophila (Sophophora) simulans),
- Drosophila immigrans (Drosophila (Drosophila) immigrans),
- Drosophila repleta (Drosophila (Drosophila) repleta).[2]

Egyes vélemények szerint ebbe a csoportba tartozik a Közép-Afrikából származó, Európában inváziós fajnak számító afrikai fügelégy (Zaprionus indianus) is, míg más szerzők úgy vélik, hogy képes alkalmazkodni a környezeti tényezőkhöz, és az áttelepült legyek hidegtűrése megnőtt.
A valószínűleg a Távol-Keletről származó pettyesszárnyú muslica (foltosszárnyú muslica, Drosophila suzukii) invazív, idegenhonos kártevő. Európában 2008-ban tűnt fel, az első hazai példányt 2012-ben találták meg.

## Rendszertani beosztása
Ismertsége jelentős mértékben annak köszönhető, hogy ebben a taxonban szerepel az ecetmuslica (Drosophila melanogaster), a genetika, az élettan és az evolúcióbiológia klasszikus, máig leggyakoribb modellszervezete. Részletes tanulmányozása kimutatta, hogy a nem heterogenetikus. Ezért több, ugyancsak „nem” rangban használt taxonra bontották, miközben több, korábban leírt nem — például Zaprionus — a korábbi, illetve párhuzamosan, eredeti jelentésében máig használt Drosophila nem (nemsor) része lett.
A nemek/alnemek besorolása a 2020-as évek első felében még erősen vitatott. A használt beosztások közül kettőt mutatunk be:
1.
- Dettopsomyia
- Dichaetophora
- Hirtodrosophila
- Liodrosophila
- Lordiphosa
- Mycodrosophila
- Paramycodrosophila
- Phorticella
- Samoaia
- Scaptomyza
- Zaprionus[5]
- Zygothrica

2. (nyolc alnem; ezeket osztják tovább fajokra)
- Chusqueophila
- Dorsilopha
- Drosophila
- Dudaica
- Phloridosa
- Psilodorha
- Siphlodora
- Sophophora

## Fordítás
- Ez a szócikk részben vagy egészben  a   Drosophilinea című angol Wikipédia-szócikk ezen változatának fordításán alapul.  Az eredeti cikk szerkesztőit annak laptörténete sorolja fel. Ez a jelzés csupán a megfogalmazás eredetét és a szerzői jogokat jelzi, nem szolgál a cikkben szereplő információk forrásmegjelöléseként.